# Holmy János Rudolf
Holmy János Rudolf (névvariáns: Halmy) (Magyarország, 1833. körül – 1865 után) magyar származású katona, aki az amerikai polgárháborúban a déliek oldalán harcolt.

## Élete
Az 1850-es népszámláláskor a pennsylvaniai Westmorelandben élt, majd Texasban, Victoria megyében folytatott farmergazdálkodást. Önként jelentkezett a Konföderáció hadseregébe, 1861 október 5-én őrmesternek sorozták be a 8. texasi gyalogezred „B” századába. 1863 júniusában már alhadnagynak léptették elő, s alakulatát a texasi Galveston védelmére rendelték. 1865-ben postamesteri és megbízott szállásmesteri munkakörbe osztották be Battery Greenben. A polgárháború végén az északiak fogságába került, hadifogolycsere útján szabadult. A polgárháború utáni éveiről nincs adat.